# Воган
Воган (норв. Vågan) — коммуна в фюльке Нурланн в Норвегии. Является частью исторического региона Лофотен. Административный центр коммуны — город Свольвер.
Воган получил статус коммуны 1 января 1838 года. Позже от него были отделены две коммуны: Гимсёй в 1856 году и город Свольвер в 1919 году. 1 января 1964 года, обе этих коммуны обратно вошли в состав Вогана.

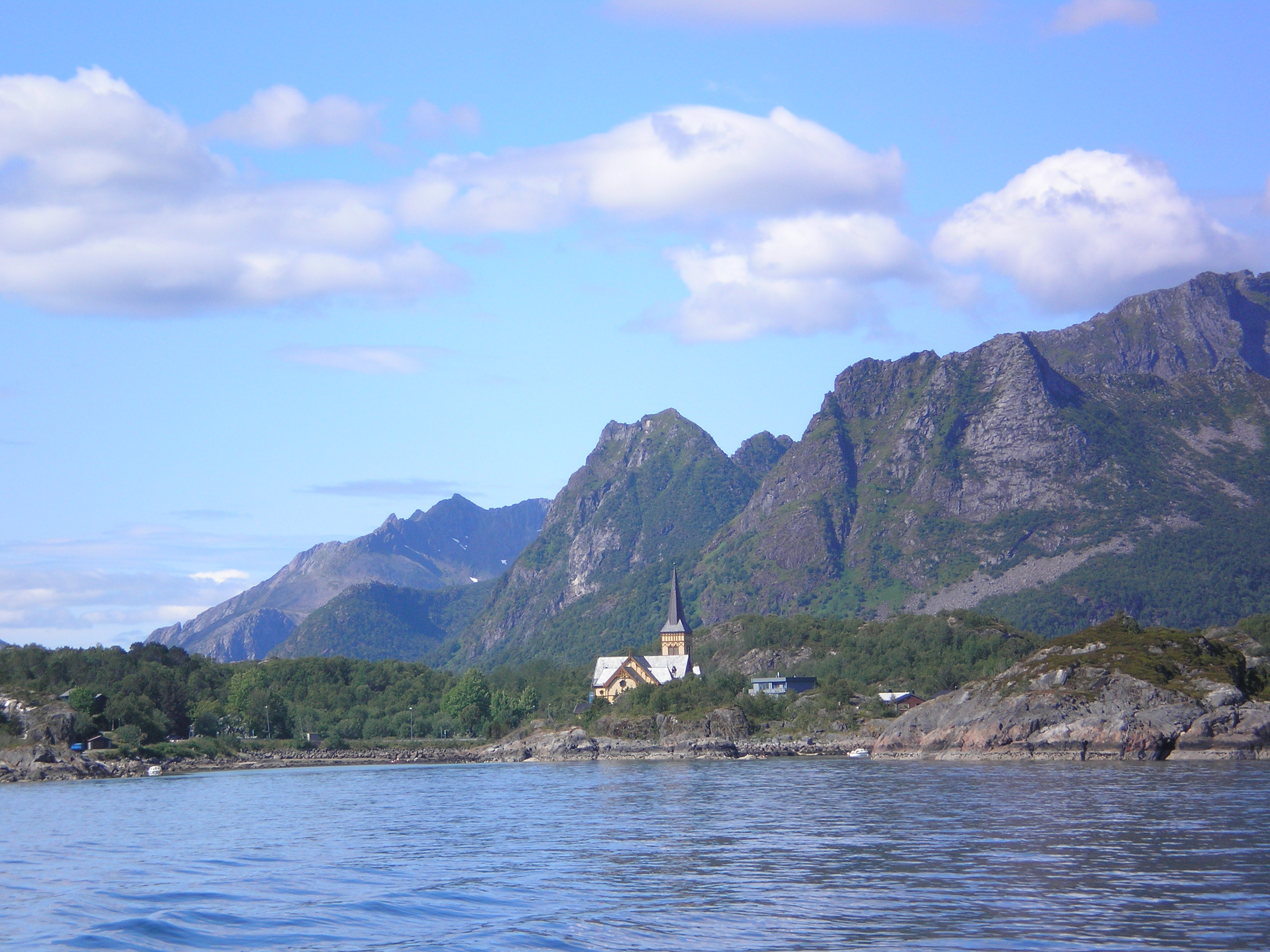
Церковь Вогана и ландшафт Кабельвога; начало июня 2009 года

## Общая информация

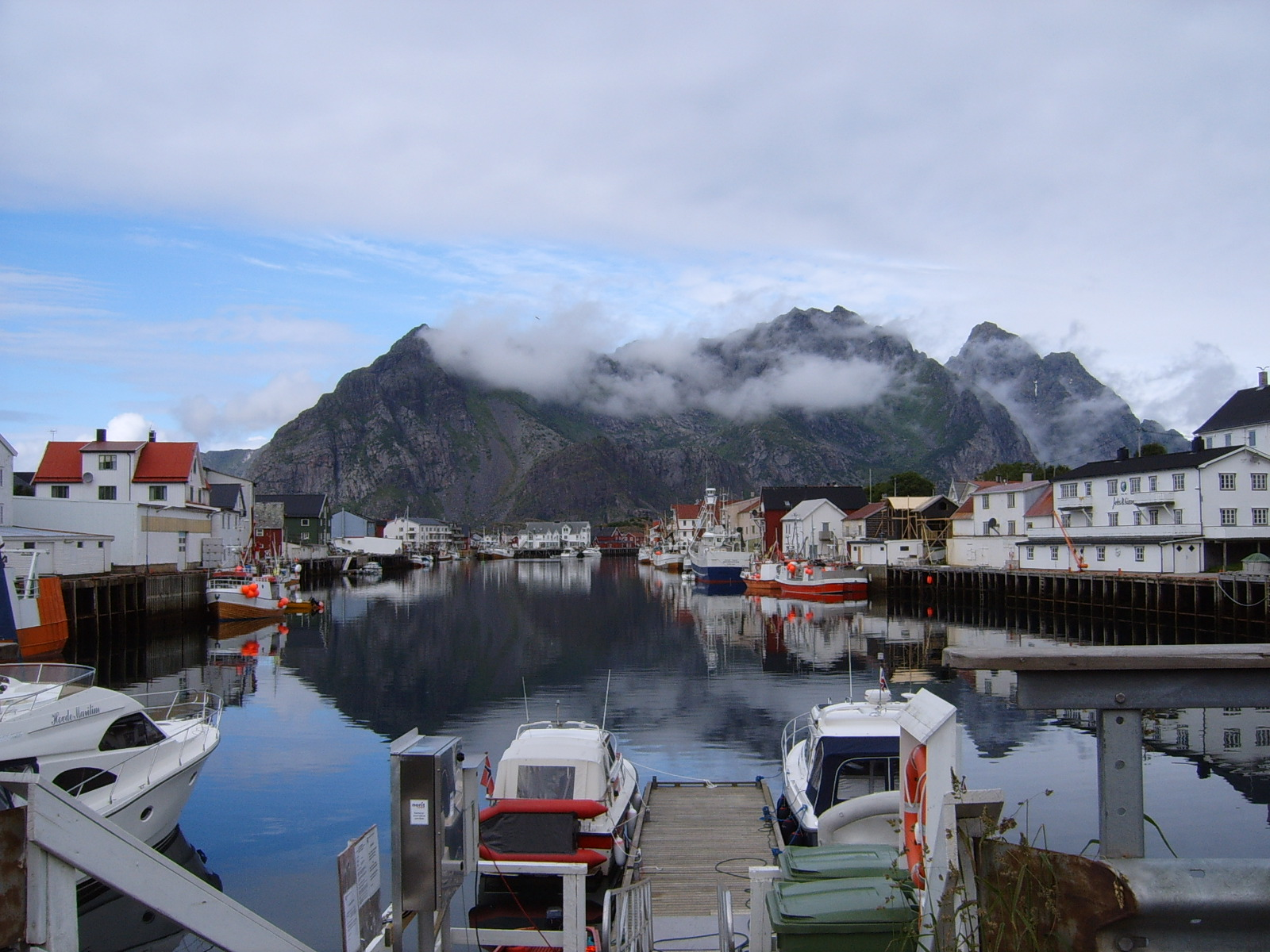
Хеннингсвер

### Название
Коммуна (первоначально приход) был назван в честь старой фермы Vågan (старонорвежский: Vágar), поскольку там была построена первая церковь. Название является множественной формой слова vág, означающего бухта. Остров Ауствогёя (Aust — восток) был назван в честь этого важного места, позже по той же причине был назван остров Вествогёй (vest — запад).

### Герб
У коммуны современный герб. Он был принят 30 марта 1973 года. На гербе изображена треска, как символ того, что рыбная ловля является главным источником дохода в коммуне. Треска также являлась частью исторического герба Свольвера.

## География
Наиболее заселенные центры — города Свольвер и деревни Кабельвог и Хеннингсвер, расположенные на крупнейшем острове Ауствогёя (Свольвер и Хеннингсвер так же частично расположены на маленьких островах прилегающих к главному острову). Все три имеют живописные виды подножия Лофотенских гор, находящиеся перед Вестфьордом. В состав территории Вогана так же входят острова Гимсёй, Скрова, Сторе Молла, Лилле Молла и бесчисленное количество островков.

## История и экономика
Кабельвог — древнейшая рыболовецкая деревня в Лофотене, где король Эйстейн Мойл построил первую рыбацкую хижину в начале 12-го века. Лофотенский собор, построенный в 1898 году, вмещает 1200 человек и заполняется полностью во время зимней рыбалки в Лофотене. Деревня Хеннингсвер богата живописными местами на нескольких островах, и в настоящее время играет важную роль в вылове рыбы. Свольвер является центром коммуны, в нем расположено впечатляющее количество художественных студий и галерей. В дополнение к вылову трески, рыбные фермы лосося и туризм играют важную роль в экономике Вогана.

## Города-побратимы
|                                           |  |                                                       |  |                             |  |
| Gimsøystraumen между Гимсёем и Ауствогёем |  | Башни Вогакаллен над Хеннингсвером, вид из Кабельвога |  | Вид с востока на Вогакаллен |  |

|                        |  |                                         |
| Пейзаж возле Свольвера |  | Abandoned house in Gimsøysand on Gimsøy |